# Капета
Капета (рум. Capăta) — село у повіті Бакеу в Румунії. Входить до складу комуни Гура-Веїй.
Село розташоване на відстані 218 км на північ від Бухареста, 27 км на південь від Бакеу, 107 км на південний захід від Ясс, 134 км на північний захід від Галаца, 123 км на північний схід від Брашова.

## Населення
За даними перепису населення 2002 року у селі проживали 400 осіб, усі — румуни. Усі жителі села рідною мовою назвали румунську.